# Baisweil
Baisweil es un municipio alemán, ubicado en el distrito de Algovia Oriental, en el Regierungsbezirk de Suabia, en el sur del Estado federado de Baviera.
Baisweil se ubica en el noroeste del distrito de Algovia Oriental en el triángulo entre Kaufbeuren, Mindelheim y Bad Wörishofen.